# Bossée
Bossée és un municipi francès, situat al departament de l'Indre i Loira i a la regió de Centre – Vall del Loira. L'any 2007 tenia 345 habitants.

## Demografia

### Població
El 2007 la població de fet de Bossée era de 345 persones. Hi havia 146 famílies, de les quals 46 eren unipersonals (29 homes vivint sols i 17 dones vivint soles), 50 parelles sense fills i 50 parelles amb fills.
La població ha evolucionat segons el següent gràfic:
Habitants censats

### Habitatges
El 2007 hi havia 178 habitatges, 150 eren l'habitatge principal de la família, 19 eren segones residències i 9 estaven desocupats. 175 eren cases i 3 eren apartaments. Dels 150 habitatges principals, 119 estaven ocupats pels seus propietaris, 30 estaven llogats i ocupats pels llogaters i 1 estava cedit a títol gratuït; 3 tenien una cambra, 5 en tenien dues, 32 en tenien tres, 47 en tenien quatre i 63 en tenien cinc o més. 136 habitatges disposaven pel capbaix d'una plaça de pàrquing. A 65 habitatges hi havia un automòbil i a 74 n'hi havia dos o més.

### Piràmide de població
La piràmide de població per edats i sexe el 2009 era:
| Homes | Edats   | Dones |
| ----- | ------- | ----- |
| 0     | 95 o +  | 0     |
| 0     | 90 a 94 | 0     |
| 0     | 85 a 89 | 0     |
| 4     | 80 a 84 | 0     |
| 16    | 75 a 79 | 16    |
| 0     | 70 a 74 | 8     |
| 12    | 65 a 69 | 0     |
| 24    | 60 a 64 | 12    |
| 8     | 55 a 59 | 0     |
| 8     | 50 a 54 | 12    |
| 12    | 45 a 49 | 4     |
| 28    | 40 a 44 | 20    |
| 12    | 35 a 39 | 8     |
| 4     | 30 a 34 | 16    |
| 16    | 25 a 29 | 12    |
| 4     | 20 a 24 | 0     |
| 12    | 15 a 19 | 8     |
| 0     | 10 a 14 | 12    |
| 4     | 5 a 9   | 12    |
| 4     | 0 a 4   | 16    |

## Economia
El 2007 la població en edat de treballar era de 207 persones, 173 eren actives i 34 eren inactives. De les 173 persones actives 160 estaven ocupades (89 homes i 71 dones) i 11 estaven aturades (6 homes i 5 dones). De les 34 persones inactives 18 estaven jubilades, 8 estaven estudiant i 8 estaven classificades com a «altres inactius».

### Ingressos
El 2009 a Bossée hi havia 142 unitats fiscals que integraven 330 persones, la mediana anual d'ingressos fiscals per persona era de 18.281,5 €.

### Activitats econòmiques
Dels 15 establiments que hi havia el 2007, 2 eren d'empreses alimentàries, 1 d'una empresa de fabricació de material elèctric, 2 d'empreses de fabricació d'altres productes industrials, 2 d'empreses de construcció, 4 d'empreses de comerç i reparació d'automòbils, 3 d'empreses d'hostatgeria i restauració i 1 d'una empresa classificada com a «altres activitats de serveis».
Dels 3 establiments de servei als particulars que hi havia el 2009, 1 era una fusteria, 1 electricista i 1 restaurant.
L'únic establiment comercial que hi havia el 2009 era una fleca.
L'any 2000 a Bossée hi havia 25 explotacions agrícoles que ocupaven un total de 1.264 hectàrees.

## Equipaments sanitaris i escolars
El 2009 hi havia una escola maternal integrada dins d'un grup escolar amb les comunes properes formant una escola dispersa.

## Poblacions més properes
El següent diagrama mostra les poblacions més properes.